# Пожаревачка гимназија
Пожаревачка гимназија је гимназија у Пожаревцу основана 24. септембра 1862. године указом књаза Михаила Обреновића.

## Истакнути професори
- Један од истакнутијих професора, касније и директор, био је проф. Никола Бошковић. Рођен је 1885. године у Белом Пољу код Пећи, први је започео ископавање археолошког налазишта Виминацијум а заједно са својим студентима. Један је од оснивача Народног музеја у Пожаревцу. Како је у то време био наклоњен краљу, након што су комунисти преузели Народни музеј у Пожаревцу, скоро сав његов рад и име се бришу. Био је филантроп, помагао сиромашне у њиховом образовању и описмењавању. Александар I Карађорђевић га је одликовао Краљевским орденом Светог Саве за велике заслуге у области археологије и филантропије. Један од његових ученика је био и Слободан Милошевић. Проф. Никола Бошковић је био донатор дела збирке „Varia” историјском архиву Пожаревац. Умро је 1972. године у Пожаревцу.
- Владимир Шукљевић
- Миодраг Џуверовић, први уредник листа Реч народа

## Познати ученици
- Марко Анаф
- Патријарх Димитрије
- Милена Павловић-Барили
- Милан Богдановић
- Павле Савић
- Влајко Стојиљковић
- Првослав Вујчић
- Радомир Лукић
- Петар Јевтовић
- Миодраг Митић
- Вера Милетић
- Ђорђе Марјановић
- Мира Марковић
- Слободан Милошевић
- Мића Милошевић
- Мирјана Митровић
- Миодраг Пурковић
- Јован Шербановић
- Јордан Поп Јорданов
- Даворјанка Пауновић
- Зоран Глушчевић
- Ивица Здравковић

## Галерија
- Плоча са старим именом школе